# AS-90

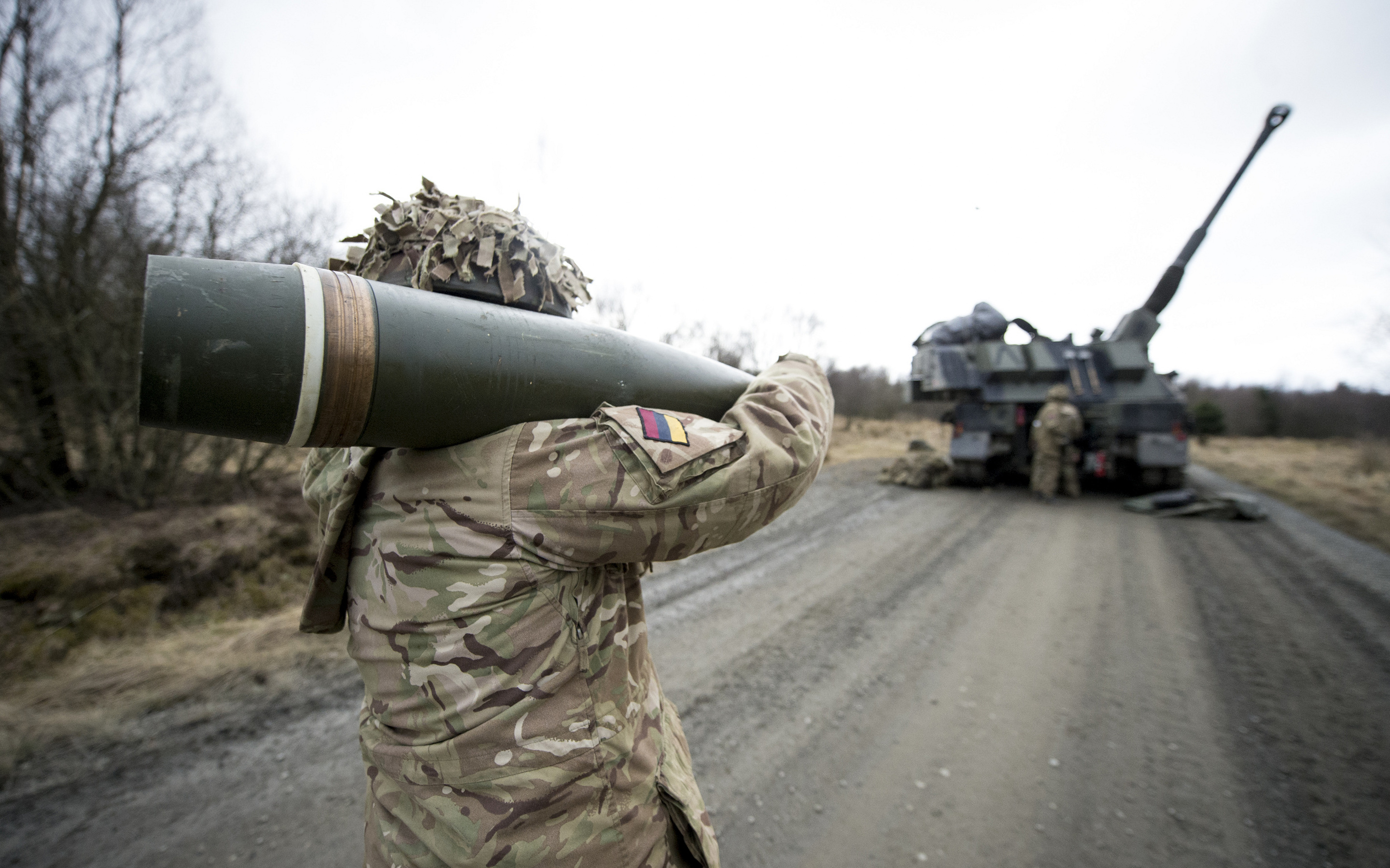
AS-90 avec un obus porté par un soldat au premier plan.

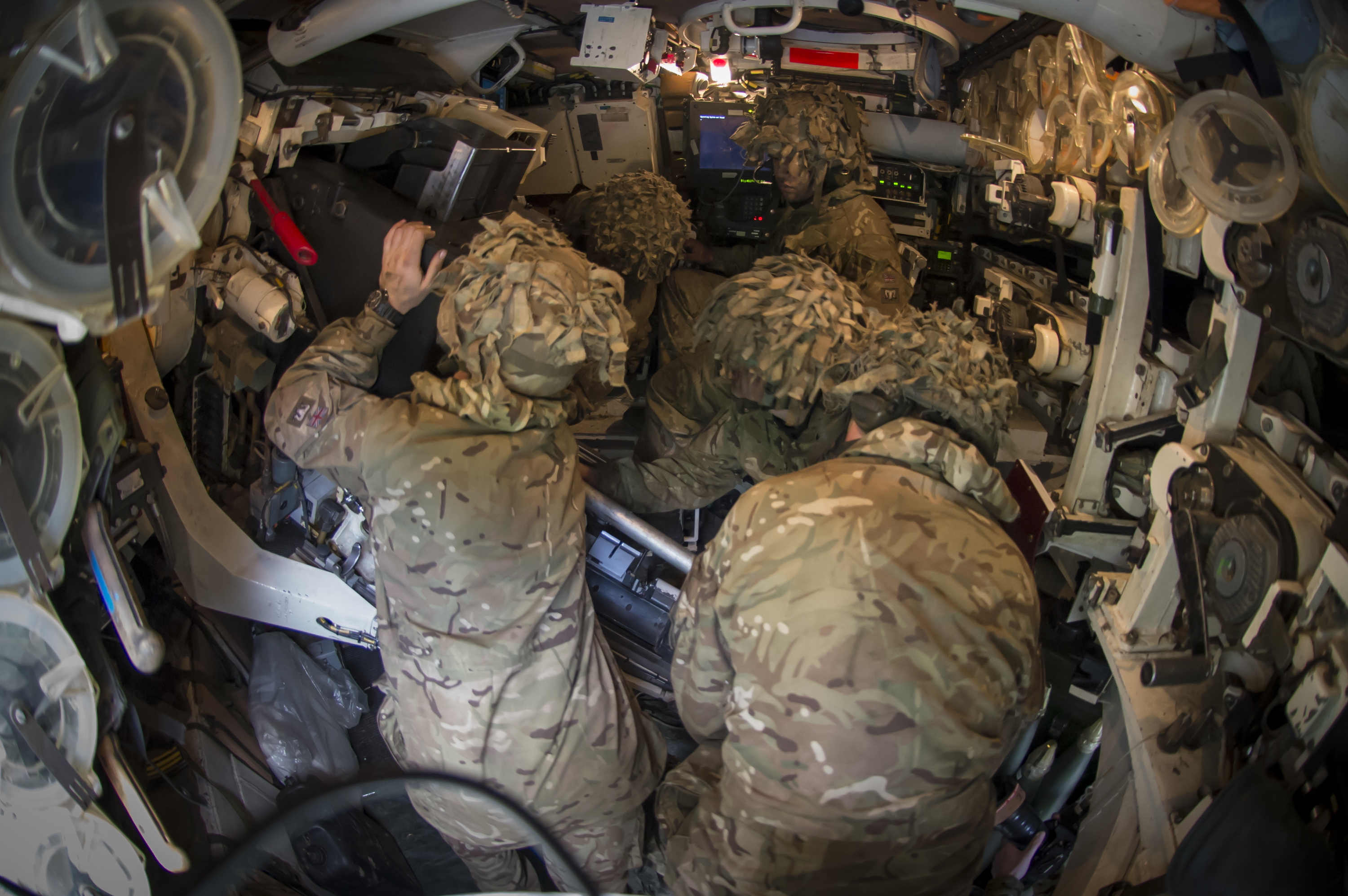
À l'intérieur de l'AS-90 lors de l'exercice Steel Sabre, 2015

L' AS-90 (Artillery System for the 1990s, système d'artillerie pour les années 1990), connu officiellement sous le nom de Gun Equipment 155 mm L131, est une pièce d'artillerie automotrice blindée utilisée par l'armée britannique jusqu'en 2024/2025.
Il peut tirer des obus de 155 mm standards jusqu'à 24,9 km (15,5 mi) en utilisant un canon 39 calibres (comparable au russe 2S19 Msta ) et 30 km (18,6 mi) avec un canon de 52 calibres. La cadence de tir maximale est de 3 coups en 10 secondes (rafale); 6 coups par minute pendant 3 minutes (intense) ; et 2 coups par minute pendant 60 minutes (soutenu).

## Histoire
L'AS-90 a été conçu et construit par la division Armement de Vickers Shipbuilding and Engineering (VSEL). Entre 1992 et 1995, VSEL a fourni 179 véhicules pour un coût de 300 millions de livres sterling (480 millions de dollars américains). L'AS-90 a été déployé pour la première fois par l'armée britannique en 1993. Les AS-90 ont été acquis pour rééquiper six des huit régiments d'artillerie automotrice de campagne (24 canons pour chaque régiment) du 1er corps, remplaçant les FV433 Abbot SPG de 105 mm et les M109 américains. En 1999, VSEL est devenue une partie de BAE Systems.
En 1999, Marconi Electronic Systems reçoit un contrat pour mettre à niveau les AS-90 de l'armée britannique avec un canon de 52 calibres afin d'en augmenter la portée.  
La date de fin de service était prévue pour 2032 avec un remplacement prévu pour 2029.
Il y a 89 AS-90 en ligne de 2016 au 1er janvier 2022, 57 au 1er janvier 2023, 39 au 1er janvier 2024.
Le 2 mai 2025, des médias britanniques annoncent qu'il n'est plus en service. 24 Archer suédois livrés en 2023 étant les seuls automoteurs d'artillerie de calibre 155 mm en service dans l'armée britannique.

## Caractéristiques
- Équipage : 5 (un chauffeur, quatre servants du canon)
- Longueur : 9,07 mètres
- Largeur : 3,3 m
- Hauteur : 3,0 m
- Blindage : 17 mm (maximum, acier)
- Masse : 45,7 tonnes[4]
- Calibre : 155 millimètres
- Portée : 24,9 km (39 calibres), 30 km (52 calibres)
- Cadence de tir : 3 coups en 10 secondes (rafale), 6 coups par minute pendant 3 minutes (intense), 2 coups par minute pendant 60 minutes (soutenu)
- Armement secondaire : mitrailleuse de calibre 7.62 mm L7 GPMG
- Munitions emportées : 48 projectiles et charges (31 en tourelle, 17 dans la caisse), 1000 cartouches de mitrailleuse
- Moteur : Cummins VTA903T en diesel
- Vitesse maximale : 55 km/h sur route)
- Autonomie: 370 km sur route

## Variantes
- AS-90D : D pour désert, version avec un système de refroidissement amélioré
- AS-90 Braveheart : version avec un canon de 52 calibres
- AHS Krab : les premiers exemplaires comportent la tourelle de l'AS-90 montée sur le châssis du PT-91 Twardy[5]

## Utilisateurs
- Royaume-Uni : En 2019, 48 dans deux régiments (24 par unité) sur 89 en parc[6]. Plus en service en priori en mai 2025[7].
- Ukraine : livraison de 60 unités annoncée en janvier 2023, livrés à partir d'avril 2023[8],[9]. En service, en février 2023, dans la 3e brigade d'assaut, les 116e brigade et 117e brigade mécanisées[10]. Plusieurs servent de réserves de pièces détachées. Début avril 2025, au moins sept AS-90 sont détruits et cinq autres endommagés[11].